# Dante Secchi
Dante Secchi   (Liorna, 14 d'agost de 1910 - Liorna, 17 de febrer de 1981) fou un remer italià que va competir durant la dècada de 1930.
El 1936 va prendre part en els Jocs Olímpics de Berlín, on guanyà la medalla de plata en la prova del vuit amb timoner del programa de rem. En el seu palmarès també destaquen una medalla d'or, una de plata i una de bronze en el vuit amb timoner al Campionat d'Europa de rem de 1937, 1933 i 1938 respectivament.